# Judy Grinham
Judith Brenda (Judy) Roe-Grinham (Londen, 5 maart 1939) is een Brits voormalig zwemster, gespecialiseerd in de rugslag. Ze werd in 1956 olympisch kampioen op de 100 meter rugslag, twee jaar later werd ze Europees kampioen en Gemenebestkampioen. Grinham was de eerste sporter die gelijktijdig een olympische, Europese en Gemenebesttitel in haar bezit had.

## Biografie
Grinhams eerste succes kwam in 1953 toen ze een wedstrijd won in het graafschap Middlesex. Hoewel ze als junior nooit de finale van de amateurzwemwedstrijden behaalde, had ze wel twee wedstrijden in het buitenland gewonnen toen ze in 1955 haar eerste nationale titel bemachtigde. Het seizoen erop behield ze deze titel en mocht ze deelnemen aan de Olympische Zomerspelen in Melbourne.
In Australië won Grinham olympisch goud op de 100 meter rugslag, als eerste Britse zwemster in 32 jaar tijd. Ze schakelde in 1957 over van de rugslag naar de vrije slag, won de amateurtitel op de 200 yards, maar keerde het jaar erop terug naar de rugslag. Grinham won in juli 1958 op de Gemenebestspelen goud op de 100 yards rugslag (in een nieuw wereldrecord), goud op de wisselslagestafette (eveneens in een wereldrecordtijd) en brons op de vrijeslagestafette. In september 1958 bemachtigde ze bovendien op de Europese kampioenschappen goud op de 100 meter rugslag. Ze werd hiermee de eerste vrouw die tegelijkertijd olympische, Europese en Gemenebesttitels in haar bezit had. Op het EK won ze overigens ook zilver op de vrijeslagestafette en brons op de 100 meter vrije slag en op de wisselslagestafette. Grinham won zeven titels bij de amateurzwemkampioenschappen.
Grinham werd in 1956 en 1958 verkozen tot Great Britain's Sportswoman of the Year.
Ze beëindigde op haar twintigste verjaardag haar sportieve carrière, en huwde in 1960 met journalist Patrick Rowley. Het stel kreeg een zoon en een dochter. De twee scheidden in 1977 en Grinham hertrouwde in 1979 met Michael Roe. Ze werd in 1981 opgenomen in de International Swimming Hall of Fame.

## Erelijst
- Olympisch kampioen: 1956.
- Europees kampioen: 1958.
- Gemenebestkampioen: 1958.
- Brits kampioen: 1955, 1956, 1957, 1958.

1924: Sybil Bauer ·
1928: Marie Braun ·
1932: Eleanor Holm ·
1936: Nida Senff ·
1948: Karen Harup ·
1952: Joan Harrison ·
1956: Judy Grinham ·
1960: Lynn Burke ·
1964: Cathy Ferguson ·
1968: Kaye Hall ·
1972: Melissa Belote ·
1976: Ulrike Richter ·
1980: Rica Reinisch ·
1984: Theresa Andrews ·
1988: Kristin Otto ·
1992: Krisztina Egerszegi ·
1996: Beth Botsford ·
2000: Diana Mocanu ·
2004: Natalie Coughlin ·
2008: Natalie Coughlin ·
2012: Missy Franklin ·
2016: Katinka Hosszú ·
2020: Kaylee McKeown ·
2024: Kaylee McKeown